# Dana DeArmond
Dana DeArmond (Fort Bragg, 16 juni 1979) is een Amerikaanse pornoactrice en regisseur. Ze startte haar loopbaan in 2005 en is momenteel  nog steeds actief. In tegenstelling tot vele andere actrices in de industrie gebruikt ze geen pseudoniem.

## Biografie
DeArmond werd geboren op de Amerikaanse legerbasis Fort Bragg en groeide op in  Orlando, Florida. DeArmond heeft zowel Duitse als Joodse roots. Tijdens haar tienerjaren deed ze aan kunstschaatsen en werkte ze als danseres in Disney World. Vanaf haar achttiende ging ze ook aan de slag als stripteaseuse.

## Carrière
Dearmond verwierf aanvankelijk bekendheid via de sociaalnetwerksite Myspace waar ze meer dan 300.000 'vrienden' verzamelde.  Ondanks het feit dat ze geen expliciet pornografische afbeeldingen postte (wat tegen de regels van de site is) wist ze met haar uitdagende foto's toch de aandacht van de porno-industrie te wekken. Ze debuteerde in 2005 en was sindsdien in zo'n 625 films te zien.
Naast haar werk als pornoactrice, regisseerde DeArmond ook twee 'pornodocumentaires': Dana DeArmond Does the Internet en Dana DeArmond's Role Modeling. In die films helpt ze jonge mensen, die ze online leerde kennen, om door te breken in de porno-industrie.

## Prijzen
- 2009 - Urban X Award, Best Anal Sex Scene (Rico The Destroyer)[5]
- 2010 - Urban X Award, Best Anal Sex Scene (Juicy White Anal Booty 4)[6]
- 2012 - AVN Award, Best Girl/Girl Sex Scene (Belladonna: The Sexual Explorer)[2]
- 2017 - Spank Bank Technical Award, Best New Additions[7]

## Publicatie
- Asa Akira (red.) - Asarotica, (2017), Cleis Press (bijdrage)